# Carpool Karaoke
Carpool Karaoke är en återkommande programdel i The Late Late Show with James Corden där programledaren James Corden bjuder in kända musiker att sjunga med i deras egna låtar, samtidigt som han kör runt dem i (oftast) Los Angeles. Ofta säger Corden sig be om hjälp att komma till jobbet, då han föredrar att använda den mindre trafikerade samåkningsfilen, eller att behöva vägvisning från en lokalbo i då han befinner sig i en annan stad, till exempel London (från Adele), Liverpool (från Paul McCartney) eller New York (från Madonna). 
Apple Inc. köpte världsomspännande rättigheter till Carpool Karaoke 2016. Deras serie hade premiär i augusti 2017 för abonnenter av Apple Music.

## Ursprung
Corden berättade att programdelen inspirerades av en sketch av Gavin & Stacey som han deltagit i för det brittiska välgörenhetsprogrammet Red Nose Day 2011, där han sjöng tillsammans med George Michael i en bil.
I dokumentären When Corden Met Barlow som sändes på BBC One 2014, inkluderades ett nästan sju minuter långt klipp där Corden sjunger i en bil tillsammans med Take That sångaren Gary Barlow. Dokumentären regisserades av Ben Winston. Corden berättade:
| ”              | Ben Winston och jag trodde alltid att det var något mycket glädjande om någon väldigt berömd sångare satt och sjöng sina sånger i en vanlig situation. Vi hade bara den här tanken: Los Angeles, trafik, samåkningsfilen - det kanske vi skulle kunna göra något av. | „ |
| – James Corden | |   |

## Gäster
Programdelen, som gästas av ett flertal artister, bland annat Mariah Carey, Justin Bieber, Bruno Mars, Britney Spears, Stevie Wonder, Demi Lovato, Katy Perry, Selena Gomez, One Direction, Adele, Shawn Mendes, Harry Styles, Ed Sheeran, Sia, Carrie Underwood, Foo Fighters och Red Hot Chili Peppers, blev virala videos på Late Late Shows YouTubekanal. Ett avsnitt från januari 2016 med Adele som gäst, nådde 42 miljoner visningar på YouTube inom 5 dagar, vilket gjorde den till den mest populära videon med ursprung från en talkshow sedan 2013, och den 25 juni 2018 hade videon 182 miljoner visningar.
Räknat från den 25 juni 2018, har tre övriga avsnitt fått över 100 miljoner visningar på YouTube: Första avsnittet med Justin Bieber som nått 134,5 miljoner visningar, One Direction som nått 125,8 miljoner visningar och Sia med 102 miljoner visningar. Endast en gång har en icke-musiker varit gäst i ett avsnitt. Ett avsnitt med Michelle Obama, som då var USA:s första dam (gästades av Missy Elliott under en låt) släpptes under 2016, och har nått över 62,7 miljoner visningar, räknat från den 25 juni 2018.
Den 29 mars 2016 sände CBS ett specialavsnitt på bästa sändningstid som innehöll klipp från avsnittet med Jennifer Lopez. Specialavsnittet vann priset Outstanding Variety Special på Primetime Emmy Awards. Då Red Hot Chili Peppers gästade programdelen den 13 juni 2016 räddade sångaren Anthony Kiedis livet på ett spädbarn under inspelningen av programmet. Kiedis berättade sedan att en kvinna kommit ut från sitt hus med sitt barn och sagt att denne inte andats. Hela gruppen sprang över gatan och kvinnan gav barnet till Kiedis, som tänkte påbörja hjärt-lungräddning, men barnets mun var helt stängd. Kiedis började istället massera magen, då bubblor kom ut från barnets mun och ögonen rullade tillbaka på plats. Ambulans kom senare till platsen och gruppen återvände till inspelningen av Carpool Karaoke."

## Lista över avsnitt
Lista på personer som gästat programdelen, i kronologisk ordning

### 2015
| #  | Avsnitt | Gäst(er)                           | Ursprungligt sändningsdatum | Låtar |
| -- | ------- | ---------------------------------- | --------------------------- | --- |
| 1  | 3       | Mariah Carey                       | 25 mars 2015                | "Always Be My Baby" "Fantasy" "Vision of Love" "Thirsty"                                                                                   |
| 2  | 11      | Jennifer Hudson                    | 13 april 2015               | "Trouble" "Spotlight" "And I Am Telling You I'm Not Going"                                                                                 |
| 3  | 34      | Justin Bieber (1)                  | 20 maj 2015                 | "Baby" "Boyfriend" "Where Are Ü Now" "End of the Road"                                                                                     |
| 4  | 46      | Iggy Azalea                        | 18 juni 2015                | "Fancy" "Black Widow" "Trouble" "Pretty Girls"                                                                                             |
| 5  | 48      | Rod Stewart (featuring ASAP Rocky) | 14 juli 2015                | "The First Cut Is the Deepest" "Everyday" "Da Ya Think I'm Sexy?" "Maggie May" "Ooh La La"                                                 |
| 6  | 75      | Stevie Wonder                      | 14 september 2015           | "Superstition" "Sir Duke" "I Just Called to Say I Love You" "Isn't She Lovely" "Signed, Sealed, Delivered I'm Yours" "For Once in My Life" |
| 7  | 101     | Jason Derulo                       | 4 november 2015             | "Talk Dirty" "Want To Want Me" "Wiggle" "Talk Dirty" (igen)                                                                                |
| 8  | 109     | Justin Bieber (2)                  | November 18, 2015           | "Never Say Never" "What Do You Mean?" "Stronger" "Ironic" "Sorry"                                                                          |
| 9  | 116     | Carrie Underwood                   | December 2, 2015            | "Smoke Break" "Jesus, Take the Wheel" "Before He Cheats" "Wake Me Up Before You Go-Go"                                                     |
| 10 | 123     | One Direction                      | December 15, 2015           | "What Makes You Beautiful" "Story of My Life" "Best Song Ever" "No Control" "Perfect" "Drag Me Down"                                       |
| 11 | 125     | Christmas Carpool Karaoke          | December 17, 2015           | "Joy to the World" |

### 2016
| #  | Avsnitt | Gäst(er) | Ursprungligt sändningsdatum | Låtar |
| -- | ------- | --- | --------------------------- | --- |
| 13 | 132     | Adele | 13 januari 2016             | "Hello" "Someone like You" "Wannabe" "All I Ask" "Monster" "Rolling in the Deep"                                                |
| 14 | 138     | Chris Martin                                                                                                  | 2 februari 2016             | "Adventure of a Lifetime" "Yellow" "Hymn for the Weekend" "Viva la Vida" "Heroes" "Us Against the World" "Paradise"             |
| 15 | 143     | Elton John | 7 februari 2016             | "Your Song" "I'm Still Standing" "Crocodile Rock" "Tiny Dancer" "Looking Up" "Circle of Life" "Don't Let the Sun Go Down on Me" |
| 16 | 147     | Sia | 16 februari 2016            | "Chandelier" "Diamonds" "Elastic Heart" "Alive" "Titanium"                                                                      |
| 17 | 166     | Jennifer Lopez (repris)                                                                                       | 29 mars 2016                | "Love Don't Cost a Thing" "Booty" "Jenny from the Block" "Locked Out of Heaven" "Qué Hiciste" "On the Floor"                    |
| 18 | 182     | Gwen Stefani (gästades även av George Clooney och Julia Roberts)                                              | 4 maj 2016                  | "Don't Speak" "The Sweet Escape" "Used to Love You" "Rich Girl" "Hollaback Girl" "We Are the Champions"                         |
| 19 | 188     | Demi Lovato och Nick Jonas                                                                                    | 16 maj 2016                 | "Heart Attack" "Chains" "Stone Cold" "Cake by the Ocean" "Close" "Jealous" "Confident"                                          |
| 20 | 196     | Artister från musikalen Hamilton: Lin-Manuel Miranda, Audra McDonald, Jesse Tyler Ferguson och Jane Krakowski | 6 juni 2016                 | "On Broadway" "Alexander Hamilton/Guns and Ships" "Season of Love" "Can't Take My Eyes Off You" "One Day More"                  |
| 21 | 199     | Red Hot Chili Peppers                                                                                         | 13 juni 2016                | "Can't Stop" "Give It Away" "Californication" "Dark Necessities" "Under the Bridge" "The Zephyr Song" "By the Way"              |
| 22 | 203     | Selena Gomez                                                                                                  | 20 juni 2016                | "Same Old Love" "Come and Get It" "Hands to Myself" "Kill Em with Kindness" "Love You like a Love Song" "Shake It Off"          |
| 23 | 209     | Michelle Obama (gästades även av Missy Elliott)                                                               | 20 juli 2016                | "Signed, Sealed, Delivered I'm Yours" "Single Ladies (Put a Ring on It)" "This Is For My Girls" "Get Ur Freak On"               |
| 24 | 221     | Britney Spears                                                                                                | 25 augusti 2016             | "Oops!... I Did It Again" "Womanizer" "Make Me..." "Toxic" "Baby One More Time"                                                 |
| 25 | 250     | Lady Gaga | 25 oktober 2016             | "Perfect Illusion" "Bad Romance" "The Edge of Glory" "Born This Way" "Poker Face" "Million Reasons"                             |
| 26 | 271     | Madonna | 7 december 2016             | "Vogue" "Bitch I'm Madonna" "Papa Don't Preach" "Don't Cry for Me Argentina" "Express Yourself" "Ray of Light" "Music"          |
| 27 | 274     | Bruno Mars | 13 december 2016            | "24K Magic" "Locked Out of Heaven" "Grenade" "Versace on the Floor" "If I Knew" "Uptown Funk" "Perm"                            |
| 28 | 276     | 'All I Want for Christmas' Carpool Karaoke                                                                    | 15 december 2016            | "All I Want for Christmas Is You"                                                                                               |

### 2017
| #  | Avsnitt | Gäst(er) | Ursprungligt sändningsdatum | Låtar |
| -- | ------- | --- | --------------------------- | --- |
| 29 | 277     | George Michael från en tidigare inspelning av Red Nose Day 2011. Sändes i repris som en hyllning till George Michael av James Corden | 3 januari 2017              | "I'm Your Man" "Freedom" |
| 30 | 287     | Take That Inspelat speciellt för Red Nose Day 2017                                                                                   | 30 januari 2017             | "Shine" "Greatest Day" "Babe" "Giants" "Never Forget" "Back for Good" "It Only Takes a Minute" "Do What U Like" "A Million Love Songs" "Pray" |
| 31 | 318     | Stephen Curry Del av Late Late Show NCAA Championship Special                                                                        | 3 april 2017                | "How Far I'll Go" "Love Is an Open Door" |
| 32 | 340     | Harry Styles | 18 maj 2017                 | "Sign of the Times" "Sweet Creature" "Hey Ya!" "Endless Love" "Kiwi"                                                                          |
| 33 | 341     | Katy Perry (repris) | 22 maj 2017                 | "Firework" "I Kissed a Girl" "Dark Horse" "Bon Appétit" "Swish Swish" "Roar"                                                                  |
| 34 | 346     | Ed Sheeran | 6 juni 2017                 | "Shape of You" "Sing" "Thinking Out Loud" "Love Yourself" "What Makes You Beautiful" "Castle on the Hill"                                     |
| 35 | 357     | Usher | 25 juli 2017                | "Yeah!" "So Fresh, So Clean" "Burn" "Caught Up" "I Don't Mind" "OMG"                                                                          |
| 36 | 382     | Foo Fighters | 20 september 2017           | "All My Life" "Best of You" "Learn to Fly" "The Sky Is a Neighborhood" "Never Gonna Give You Up"                                              |
| 37 | 393     | Miley Cyrus | 10 oktober 2017             | "We Can't Stop" "The Climb" "Party in the U.S.A." "Younger Now" "Wrecking Ball" "Malibu"                                                      |
| 38 | 402     | Sam Smith (gästades även av Fifth Harmony)                                                                                           | 1 november 2017             | "Too Good at Goodbyes" "Lay Me Down" "I'm Not the Only One" "Money on My Mind" "Stay with Me" "Pray" "Work from Home"                         |
| 39 | 409     | Pink | 14 november 2017            | "What About Us" "Get the Party Started" "Beautiful Trauma" "Raise Your Glass" "Just like a Pill"                                              |
| 40 | 415     | Kelly Clarkson | 29 november 2017            | "Since U Been Gone" "Love So Soft" "Stronger (What Doesn't Kill You)" "Because of You" "Whole Lotta Woman"                                    |
| 41 | 421     | Santa Claus Is Comin' To Town' Carpool Karaoke                                                                                       | 11 december 2017            | "Santa Claus Is Comin' to Town" |

### 2018
| #  | Avsnitt | Gäst(er)                                                      | Ursprungligt sändningsdatum | Songs |
| -- | ------- | ------------------------------------------------------------- | --------------------------- | --- |
| 42 | 471     | Christina Aguilera (gästades även av Melissa McCarthy)        | 23 april 2018               | "Fighter" "Dirrty" "Genie in a Bottle" "Beautiful" |
| 42 | 471     | Christina Aguilera (gästades även av Melissa McCarthy)        | 16 maj 2018                 | "Fall in Line" |
| 43 | 490     | Adam Levine                                                   | 24 maj 2018                 | "Moves Like Jagger" "This Love" "She Will Be Loved" "Sugar" "Wait" |
| 44 | 491     | Shawn Mendes                                                  | 4 juni 2018                 | "There's Nothing Holdin' Me Back" "In My Blood" "Mercy" "Treat You Better" "Lost in Japan"                                                                                         |
| 45 | 502     | Paul McCartney                                                | 21 juni 2018                | "Drive My Car" "Penny Lane" "Let It Be" "When I'm Sixty-Four" "Blackbird" "Come On to Me" "A Hard Day's Night" "Ob-La-Di, Ob-La-Da" "Love Me Do" "Back in the U.S.S.R." "Hey Jude" |
| 46 | 516     | Ariana Grande                                                 | 16 augusti 2018             | "Dangerous Woman" "Side to Side" "God Is a Woman" "No Tears Left to Cry" "Suddenly Seymour"                                                                                        |
| 47 | i.u.    | Michael Bublé Spelades in speciellt för Stand Up to Cancer UK | 26 oktober 2018             | "Haven't Met You Yet" "Everything" "It's a Beautiful Day" "Love You Anymore" "Home"                                                                                                |
| 48 | 548     | Barbra Streisand                                              | 1 november 2018             | "No More Tears (Enough Is Enough)" "Memory" "Imagine / What a Wonderful World" "Don't Lie to Me" "Don't Rain on My Parade"                                                         |
| 49 | 553     | Migos                                                         | 13 november 2018            | "Walk It Talk It" "I Wanna Dance with Somebody (Who Loves Me)" "Bad and Boujee" "MotorSport" "Sweet Caroline"                                                                      |
| 50 | 569     | Cardi B                                                       | 17 december 2018            | "Bodak Yellow" "Money" "Bartier Cardi" "I Like It" |
| 51 | 572     | Christmas (Baby Please Come Home) Carpool Karaoke             | 20 december 2018            | "Christmas (Baby Please Come Home)" |

### 2019
| #  | Avsnitt | Gäst(er)                                     | Ursprungligt sändningsdatum | Låtar | Ref.   |
| -- | ------- | -------------------------------------------- | --------------------------- | --- | ------ |
| 52 | 603     | Jonas Brothers                               | 7 mars 2019                 | "Burnin' Up" "Year 3000" "Sucker" When You Look Me in the Eyes" "Lovebug" | [ 20 ] |
| 53 | Special | Celine Dion                                  | 20 maj 2019                 | "I'm So Excited" "Work" "On the Radio" It's All Coming Back to Me Now" "Baby Shark" Because You Loved Me" "I Drove All Night" Lying Down" "My Heart Will Go On" All by Myself" (bonus) | [ 21 ] |
| 54 | 685     | Chance the Rapper                            | 9 oktober 2019              | "All Day Long" "No Problem" "Cross Me" Hot Shower" "All Night" | [ 22 ] |
| 55 | 691     | Kanye West(episode retitled Airpool Karaoke) | 28 oktober 2019             | "Every Hour" "Back to Life" "Jesus Walks" "Souls Anchored" "Through the Fire" "I'm Like a Bird" "Selah"                                                                                | [ 23 ] |
| 56 | 713     | Harry Styles (2)                             | 10 december 2019            | "Watermelon Sugar" | [ 24 ] |
| 57 | 719     | Billie Eilish                                | 19 december 2019            | "Bad Guy" "Ocean Eyes" "All the Good Girls Go to Hell" When the Party's Over" | [ 25 ] |

### 2020
| #  | Avsnitt | Gäst(er)                      | Ursprungligt sändningsdatum | Låtar                                                                                  | Ref.   |
| -- | ------- | ----------------------------- | --------------------------- | -------------------------------------------------------------------------------------- | ------ |
| 58 | 730     | Meghan Trainor (med Dr. Phil) | 30 januari 2020             | "All About That Bass" "Like I'm Gonna Lose You" "Nice To Meet Ya" "Funk"               | [ 26 ] |
| 59 | 735     | Justin Bieber (3)             | 18 februari 2020            | "I Don't Care" "Yummy" "Love Yourself" Intentions" "One Less Lonely Girl"              | [ 27 ] |
| 60 | 739     | BTS                           | 25 februari 2020            | "Mic Drop" "I'll Be There for You" "Finesse" On" "Black Swan" Circles"                 | [ 28 ] |
| 61 | 749     | Niall Horan                   | 12 mars 2020                | "Slow Hands" "Nice to Meet Ya" "Steal My Girl" Put a Little Love on Me" "No Judgement" | [ 29 ] |

### The Late Late Show Primetime Special
Primetime Special är TV-sändningar på bästa sändningtid (22:00), som är ihopklippta för att lyfta fram programdelen Carpool Karaoke i The Late Late Show. Det första avsnittet som sändes den 29 mars 2016 på CBS vann priset Outstanding Variety Special på Primetime Emmy Awards.
| Avsnitt | Gäst(er) | Ursprungligt sändningsdatum |
| ------- | --- | --------------------------- |
| 1       | Höjdpunkter från tidigare avsnitt, James Cordens favoritklipp från hans första år som programledare. Jennifer Lopez (nytt)                                       | 29 mars 2016                |
| 2       | Bruno Mars, Crosswalk Musical, Höjdpunkter från tidigare avsnitt, Dans med Jennifer Lopez, Katy Perry (nytt)                                                     | 22 maj 2017                 |
| 3       | Carpool Karaoke med Christina Aguilera "Crosswalk the Musical: The Sound of Music" med skådespelarna Kunal Nayyar, Iain Armitage, Allison Janney och Anna Faris. | 23 april 2018               |

### Serien av Apple Music
Under 2016 meddelade Apple Music att de skulle börja sända en tv-serie baserad på Cordens programdel, kallad Carpool Karaoke: The Series. Serien hade premiär den 8 augusti 2017, med nya avsnitt varje onsdag, tillgängliga för abonnenter av Apple Music. Avsnittet med Linkin Park - Ken Jeong spelades in mindre än en vecka innan Chester Benningtons död, och är dedikerad till hans minne. Den 15 februari 2018 förnyades serien för en andra säsong.

## I populärkultur
Under 2016 tillkännagav TV-kanalen Spike deras planer för att sända en serie inspirerad av programdelen, kallad "Caraoke Showdown", ledd av Craig Robinson. Dubai TV köpte rättigheterna till den arabiska versionen av "Carpool Karaoke” under 2017, och ska ledas av Hisham Howaish.
En israelisk version av Carpool Karaoke har producerats för den israeliska TV-kanalen KAN 11.